# The Dark Side Of The Moon (band)
The Dark Side Of The Moon (TDSOTM) is een Zwitsers-Duitse symfonischemetalband. De band werd in 2021 opgericht door Melissa Bonny van Ad Infinitum, Hans Platz en Jenny Diehl van Feuerschwanz, en Morten Løwe Sørensen van Amaranthe.
Opvallend is dat Diehl de harp bespeelt, een voor symfonischemetalbands ongebruikelijk instrument. The Dark Side Of The Moon brengt zowel covers als zelfgeschreven nummers uit.

## Etymologie
De naam van de band verwijst naar het gelijknamige album van Pink Floyd.

## Geschiedenis
Platz, Diehl en Bonny kenden elkaar reeds voordat de band werd opgericht, daar Bonny samen met Platz' en Diehls andere band, Feuerschwanz, een cover van het nummer Ding had opgenomen. Platz daagde Bonny uit om samen een metalversie van het nummer Jenny of Oldstones van Florence and the Machine op te nemen. Van daaruit ontstond het idee om gezamenlijk meer nummers op te nemen en werden Jenny Diehl en Morten Løwe Sørensen gevraagd om het duo te versterken. Formeel werd de band dan ook in 2021 opgericht. Enkele maanden later - in juni 2021 - tekende de band een contract bij Napalm Records.
Op 1 maart 2022 bracht The Dark Side Of The Moon het tweede nummer uit, een cover van May it be, samen met Charlotte Wessels. Op 17 december 2022 werd het debuutalbum Metamorphosis aangekondigd.
Na een paar covers verscheen op 14 maart 2023 voor het eerst een zelfgeschreven nummer genaamd The Gates Of Time. Op 11 mei 2023 volgde de single New Horizons, een duet met Fabienne Erni, een dag later gevolgd door de officiële uitgave van het debuutalbum Metamorphosis. Rusanda Panfili is op een aantal nummers als gastmuzikante te horen. Ook Tom S. Englund van Evergrey is te horen op een van de nummers. Het album behaalde de 17e plaats van de Duitse en de 18e plaats van de Zwitserse hitlijst.

## Discografie

### Albums
| Jaar | Titel         | Opmerkingen |
| ---- | ------------- | ----------- |
| 2023 | Metamorphosis |             |

### Singles
| Jaar | Titel                 | Opmerkingen                                             |
| ---- | --------------------- | ------------------------------------------------------- |
| 2021 | Jenny of Oldstones    | cover uit Game of Thrones                               |
| 2022 | May It Be             | cover uit The Lord of the Rings - met Charlotte Wessels |
| 2022 | Double Trouble/Lumos! | cover uit Harry Potter - met Rusanda Panfili            |
| 2023 | The Gates Of Time     |                                                         |
| 2023 | Legends Never Die     | cover van Against the Current                           |
| 2023 | New Horizons          | met Fabienne Erni                                       |
| 2025 | Can't Catch Me Now    | cover van Olivia Rodrigo uit The Hunger Games           |

### Promotionele singles
| Jaar | Titel       | Opmerkingen         |
| ---- | ----------- | ------------------- |
| 2023 | First Light | met Rusanda Panfili |